# Libetra

Libetra in Pieria

Libetra (in greco antico: Λείβηθρα o Λίβηθρα?), a volte chiamata Libetria, era un'antica città della Macedonia nella regione storica della Pieria.
Secondo la mitologia a Libetra le Muse seppellirono Orfeo.

## Geografia
Il sito in cui sorgeva la città è stato trovato ai piedi dell'Olimpo, nei pressi della attuale città di Leptokarya. Nel luogo sono state ritrovate anche delle tombe risalenti all'età del bronzo (tardo elladico III B-C). Poco distante è stata scoperta una strada lastricata che sale verso il Monte Olimpo. La città fu probabilmente distrutta verso la fine del II secolo a.C. da un terremoto e/o da un'inondazione dei fiumi che scendono dall'Olimpo, e da allora abbandonata.